# اسکینر ۱۴۱۷۹
سیارک ۱۴۱۷۹ (به انگلیسی: 14179 Skinner، نامگذاری:1998VM32) چهارده هزار و صد و هفتاد و نهمین سیارک کشف شده‌است که در ۱۵ نوامبر ۱۹۹۸ کشف شد.
قدر مطلق سیارک برابر ۱۳٫۴۰ است.